# Cas Alqueria
El cas Alqueria és un escàndol de corrupció relacionat amb l'empresa pública de la Diputació de València, Divalterra. La investigació de la Fiscalia Anticorrupció trobà que la Diputació de València, governada per Jorge Rodríguez Gramage (PSOE) i Coalició Compromís, contractà persones per a ocupar llocs d'alts directius a Divalterra seguint un criteri partidista, no per mèrits, botant-se el procediment per a contractació d'alts directius. Els diners que van aconseguir aquests col·locats per recomanació fou de 1.122.095 euros. Els delictes dels quals se'ls acusa són malversació i prevaricació.
No solament la quantitat de persones en llocs directius havia sigut contractada sense seguir el procediment que establia la llei, sinó que també el ple de la Diputació s'havia auto-classificat com a organització de grup 1 injustificadament per a justificar l'augment de plantilla d'alts directius.

## Fets
Després de les eleccions locals de 2015, la Diputación nomenà el 24 de juliol de 2015 gerent a Jose Ramón Tíller (PSOE), cogerent a Agustina Brines (Compromís) i director dels Serveis Jurídics a José Luis Vera. A Agustina Brines se li van assignar tres alts directius (tots de Compromís) i a Jose Ramón Tíller, els altres quatre, que eren del PSOE.
Pau Pérez Lledó, Josep Lluís Melero, Maria Soledad Torija Urbano, Raúl Ibañez Fos, Manuel Carot, Miguel Ángel Ferri, Salvador Femenía, Víctor Jiménez Bueso i Vicente Lucas Ferrando foren contractats entre setembre i desembre de 2015 per a ocupar llocs de directius sense passar pel procediment de contractació legal. La seua contractació suma 1,1 milions d'euros.
El 22 de desembre de 2016, Miriam Vitón, una funcionària, fou nomenada com a cap de la unitat de control financer pel president de la Diputació, Jorge Rodríguez. Com Miriam Vitón no alertà de la irregularitat, quedà palès que no estava preparada per al lloc de treball assignat.
Se sap per correus electrònics que la Policia Nacional localitzà, que l'exgerent de Divalterra, Víctor Sahuquillo, avisà a Jorge Rodríguez en maig de 2016 sobre la irregularitat de la situació.
El 28 de febrer de 2018, dos exmembres de Divalterra (el que fou el director econòmic, José Luis Castellote, i el responsable del departament jurídic, José Luis Pellicer) involucrats en el cas Taula, presentaren la denúncia que motivà la investigació del cas Alqueria. En aquesta denuncia també es queixaven d'un assetjament per part del president de la diputació Jorge Rodríguez.
El 27 de juny de 2018, Rodríguez fou detingut per la seua implicació en el cas junt a altres presumptes implicats durant 36 hores i després deixats en llibertat provisional. El dia 12 de setembre la mare de Rodríguez, Xelo Gramage, es va suïcidar sota els efectes de la pressió.
L'abril de 2019, la policia acusava a Jorge Rodríguez com qui dirigia l'assumpte basant-se en centenars de correus electrònics.
José Ramón Triller no acudí a declarar el dijous 20 de juny de 2019, data que havia sigut citat.

## Reaccions
Les investigacions del cas Alqueria es fan públiques el juny de 2018, moment en què el president Jorge Rodríguez i altres presumptes implicats són detinguts i s'enregistren dependències de Divalterra i la Diputació de València. És en aquest moment quan el PSPV decideix apartar Rodríguez del càrrec i el suspenen de militància. També l'altre partit implicat, Compromís, decidí la destitució de la co-gerent Agustina Brines.
L'abril de 2019, mesos abans de les eleccions municipals, Jorge Rodríguez deixa la militància socialista definitivament després d'aixecar-se el secret de sumari i anuncia un nou partit polític amb el que revalidarà l'alcaldia d'Ontinyent. La Vall ens Uneix, com va ser fundat el partit de Rodríguez, va deixar sense representació del PSPV al consistori ontinyentí, així com presència en la majora d'ajuntaments de la comarca de la Vall d'Albaida, esdevenint la primera força política de la comarca i aconseguint l'únic diputat de la demarcació a la Diputació de València.